# Einheitsschloss

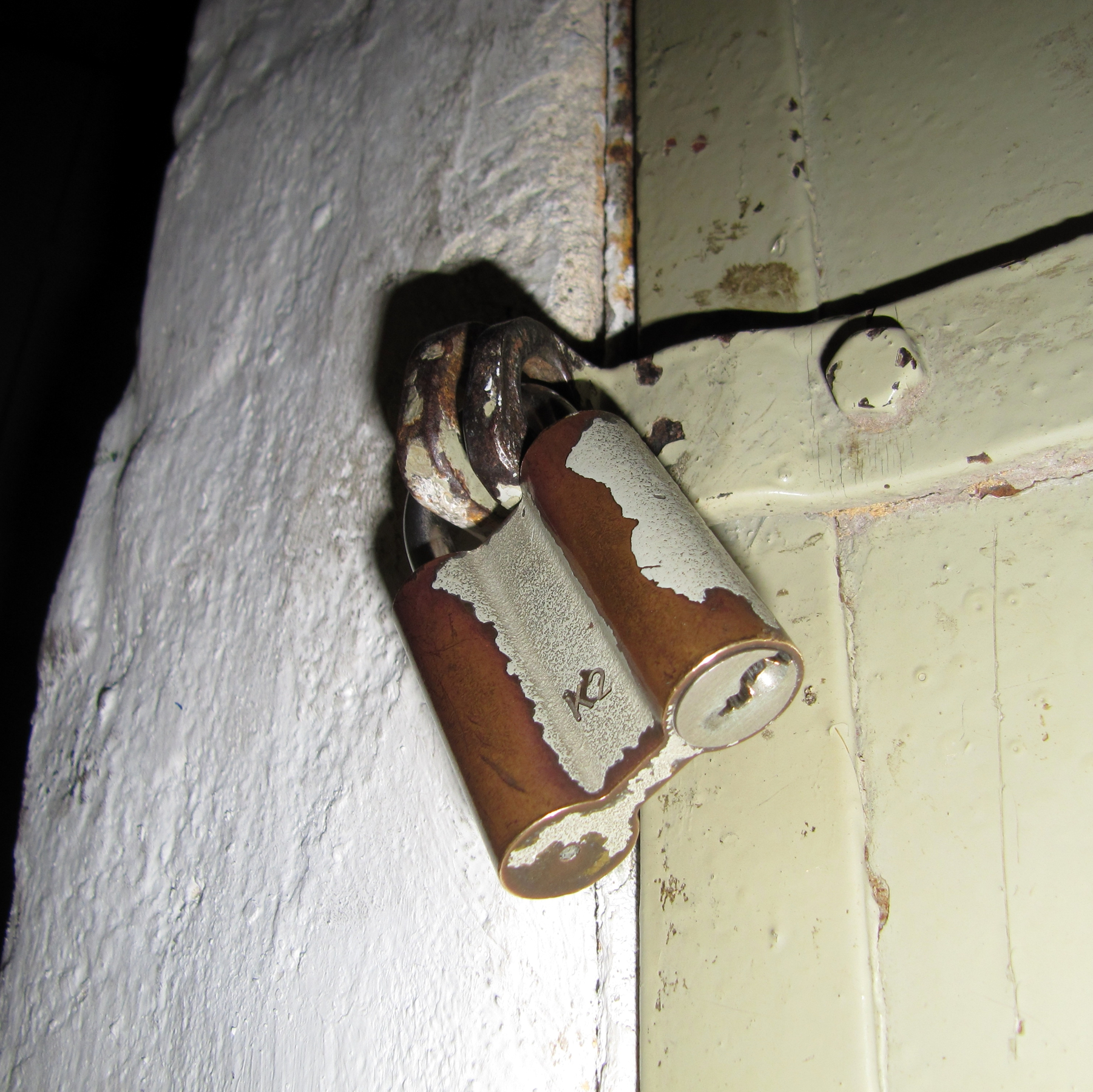
Mit „K2“ gekennzeichnetes Einheitsvorhängeschloss an einem Kellerraum mit Stromzählern in Hamburg

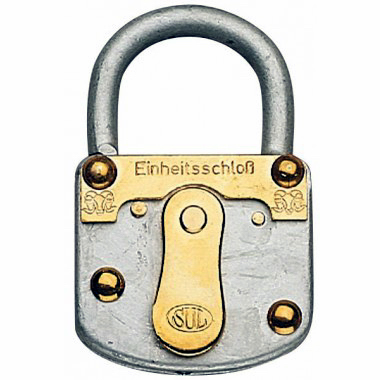
Das „SUL326N“-Einheitsschloss der Forstverwaltungen in Deutschland

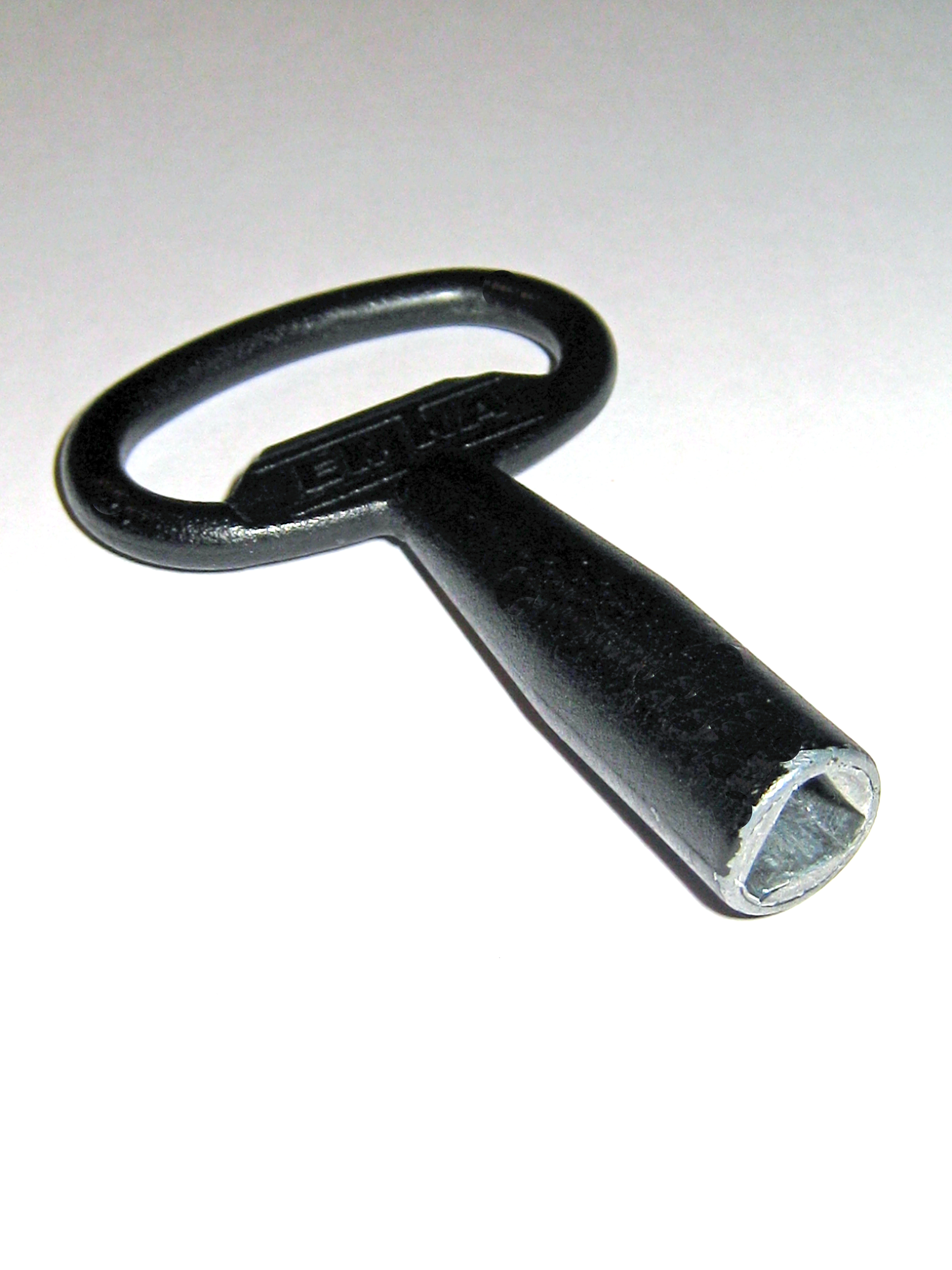
Dreikantschlüssel

Ein Einheitsschloss ist ein Schloss, das gleichschließend mit einer beliebigen Anzahl anderer Schlösser ist. Einheitsschlösser besitzen ein identisches Schließsystem und können mit einem Einheitsschlüssel geöffnet werden.

## Verwendungszwecke
Einheitsschlösser werden typischerweise in folgenden Bereichen verwendet:
- Dreikant- oder Vierkantschlossmechanismus bei Müllboxen, bei Eisenbahnunternehmen (Zugtoiletten u. ä.) und in der Energiewirtschaft
- Zahlenkombinationsschlösser („ZKS“ abgekürzt) mit einer einheitlichen Kombination
- Vorhängeschlösser der Forstbehörden in Deutschland (Modell „SUL 362N“)
- Der „Alpenvereinsschlüssel“ („AV-Schlüssel“ abgekürzt)[1] oder analog die Vorhängeschlösser an norwegischen Berghütten („DNT-Schloss“ genannt)
- „K2“-Schlösser der Stromnetz Hamburg GmbH für den Zugang zu Baustromverteilern und in Mietshäusern zu Räumen mit den Stromzählern der einzelnen Wohnungen (früher bekannt als „HEW-Schlüssel“)
- Schlüssel für Verteiler- und Anschlusskästen der Deutschen Telekom und für die Türen von öffentlichen Telefonzellen
- Vorhänge- und Einbauschlösser an Räumen, Schaltschränken und Anlagenteilen der Eisenbahnsicherungstechnik, beispielsweise in Deutschland rote und grüne Sicherheitsschlösser.
- Einheitsschlösser für öffentliche Behindertentoiletten (Kurzbezeichnung „Euro-WC-Schlüssel“)[2]

Einheitsschlösser sind nicht mit Hauptschlüsselanlagen zu verwechseln.

## Vor- und Nachteile
Der Vorteil eines Einheitsschlosses ist, dass es gleichschließend ist und Duplikate des dazugehörigen Schlüssels an mehrere Personen ausgegeben werden können. Der Nachteil ist, dass ein Einheitsschloss nur dann einen wirksamen Zugangsschutz bietet, wenn der entsprechende Schlüssel nur mit einem Berechtigungs- und anerkannten Verwendungsnachweis beschafft werden kann. Sofern diese Hürde nicht gegeben ist, existiert keine Sicherung.

## Berechtigungsvoraussetzungen und Bezug der jeweiligen Schlüssel
Bei den „K2“-Schlössern verhält es sich so, dass die dazugehörigen Schlüssel nicht von Schlüsseldiensten nachgemacht werden, weil die Firma Zeiss Ikon darauf ein Monopol besitzt. Die Schlüssel werden stattdessen als Fertigprodukte über die Ladengeschäfte von Schlüsseldiensten ohne Berechtigungsnachweis an jedermann verkauft oder sind über den Online-Handel beziehbar (die Preise variieren zwischen 15,00 € und 25,00 €; Stand: Februar 2017).
In Baumärkten und Eisenwarenhandlungen sind unterschiedliche Drei- und Vierkantschlüssel, teilweise als Multifunktionsset, frei verkäuflich ohne Nachweis erhältlich (die Preise variieren zwischen 15,00 € und 45,00 €; Stand: Februar 2017).
In der Eisenbahnsicherungstechnik ist die Ausgabe der Schlüssel von der Qualifikation der Mitarbeiter abhängig.
Einen Euro-WC-Schlüssel erhalten nur schwer Gehbehinderte, Rollstuhlfahrer, Enterostomaträger, Blinde und Schwerbehinderte, die hilfsbedürftig sind und gegebenenfalls eine Hilfsperson brauchen. Außerdem Berechtigte sind Personen, die an Multipler Sklerose, Morbus Crohn und Colitis ulcerosa erkrankt sind sowie Menschen mit einer chronischen Blasen- bzw. Darmerkrankung. Der Berechtigungsnachweis wird in Deutschland durch einen Vermerk im Schwerbehindertenausweis oder behelfsweise durch ein ärztliches Attest erbracht.